# Markeaton
Markeaton – wieś w Anglii, w hrabstwie ceremonialnym Derbyshire, w dystrykcie (unitary authority) Derby. Leży 2 km na zachód od miasta Derby i 183 km na północny zachód od Londynu.